# Synthymia fixa
Synthymia fixa är en fjärilsart som beskrevs av Fabricius 1787. Synthymia fixa ingår i släktet Synthymia och familjen nattflyn. Inga underarter finns listade i Catalogue of Life.